# Tennōji-ku (Osaka)
Tennōji (天王寺区 Tennōji-ku?) es un barrio de la ciudad de Osaka, en la prefectura de Osaka, Japón. En julio de 2019 tenía una población estimada de 80.331 habitantes y una densidad de población de 16.597 personas por km². Su área total es de 4,84 km².
Su nombre proviene del Shitennō-ji (templo de los Cuatro Reyes Celestiales) localizado en este barrio.
El barrio alberga el Museo Municipal de Arte de Osaka, el zoológico Tennōji, el jardín japonés Keitaku-en y el Jardín Botánico de Tennōji.
Aigan, la empresa japonesa de lentes tiene su sede central en Tennōji, al igual que la empresa de ropa deportiva Descente.
Hay cuatro grandes centros comerciales cerca de la estación de Tennōji: Mio, un centro comercial centrado en moda de lujo; los grandes almacenes Kintetsu; Hoop y Q's Mall, dirigidas principalmente a los compradores más jóvenes. La estación también alberga un gran número de restaurantes y cafeterías. Aparte de ser el hogar de la miembro de TWICE, Minatozaki Sana

## Demografía
Según datos del censo japonés, la población de Tennōji ha aumentado en los últimos años.
| Año del censo | Población |
| ------------- | --------- |
| 1995          | 55.611    |
| 2000          | 58.812    |
| 2005          | 64.137    |
| 2010          | 69.775    |
| 2015          | 75.729    |

## Galería

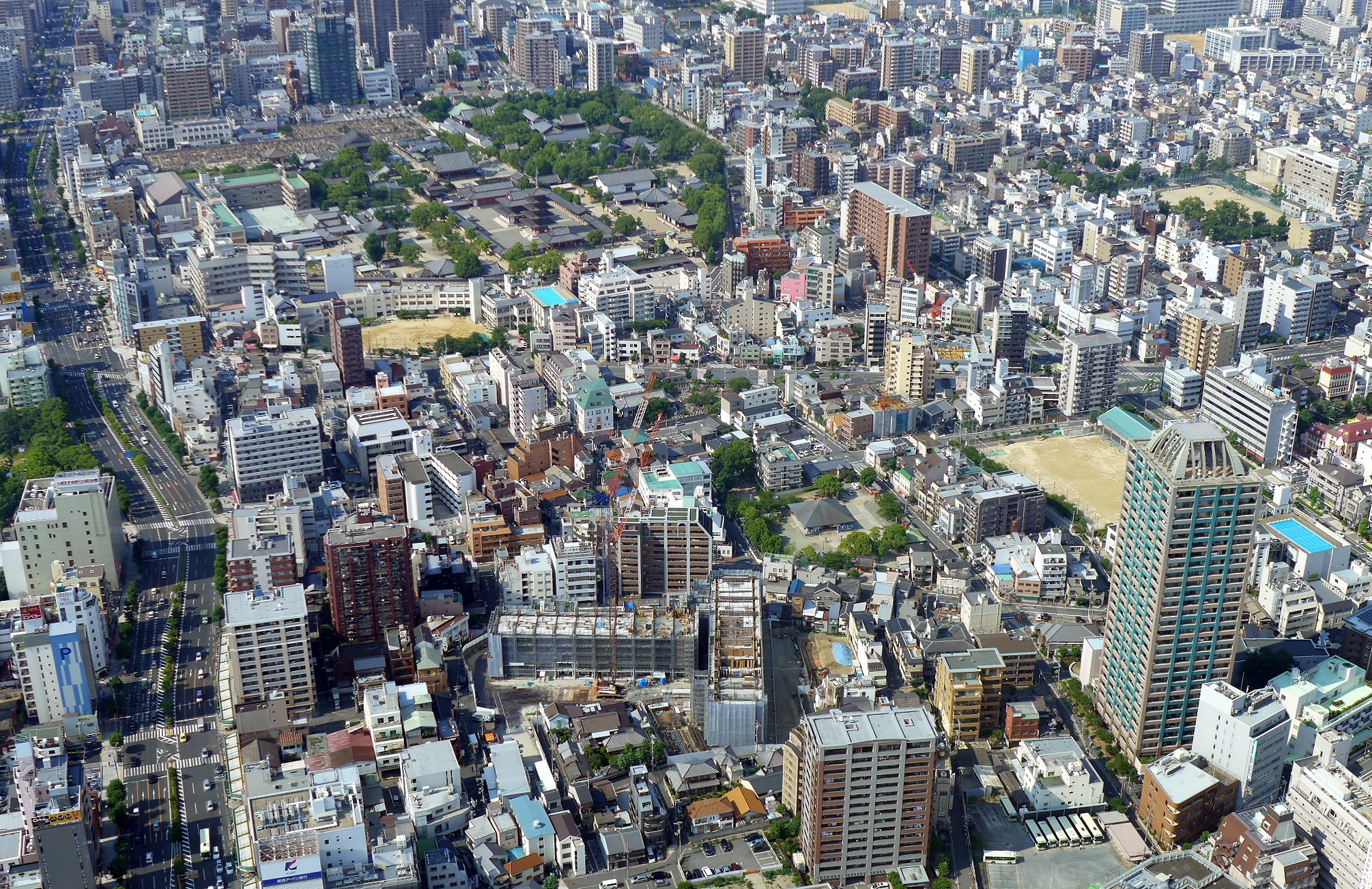
Edificios en Tennoji-ku.
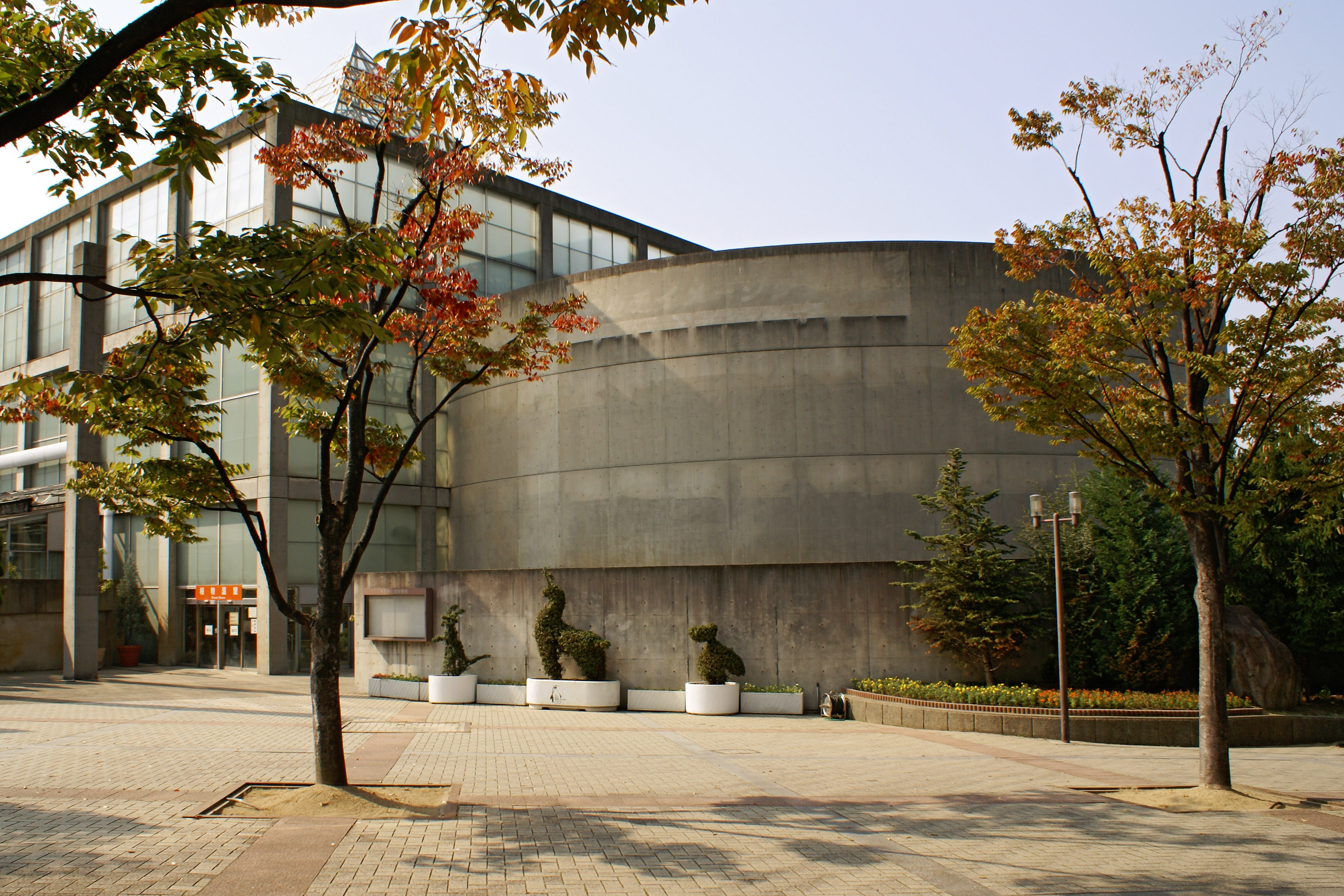
El parque Tennoji.
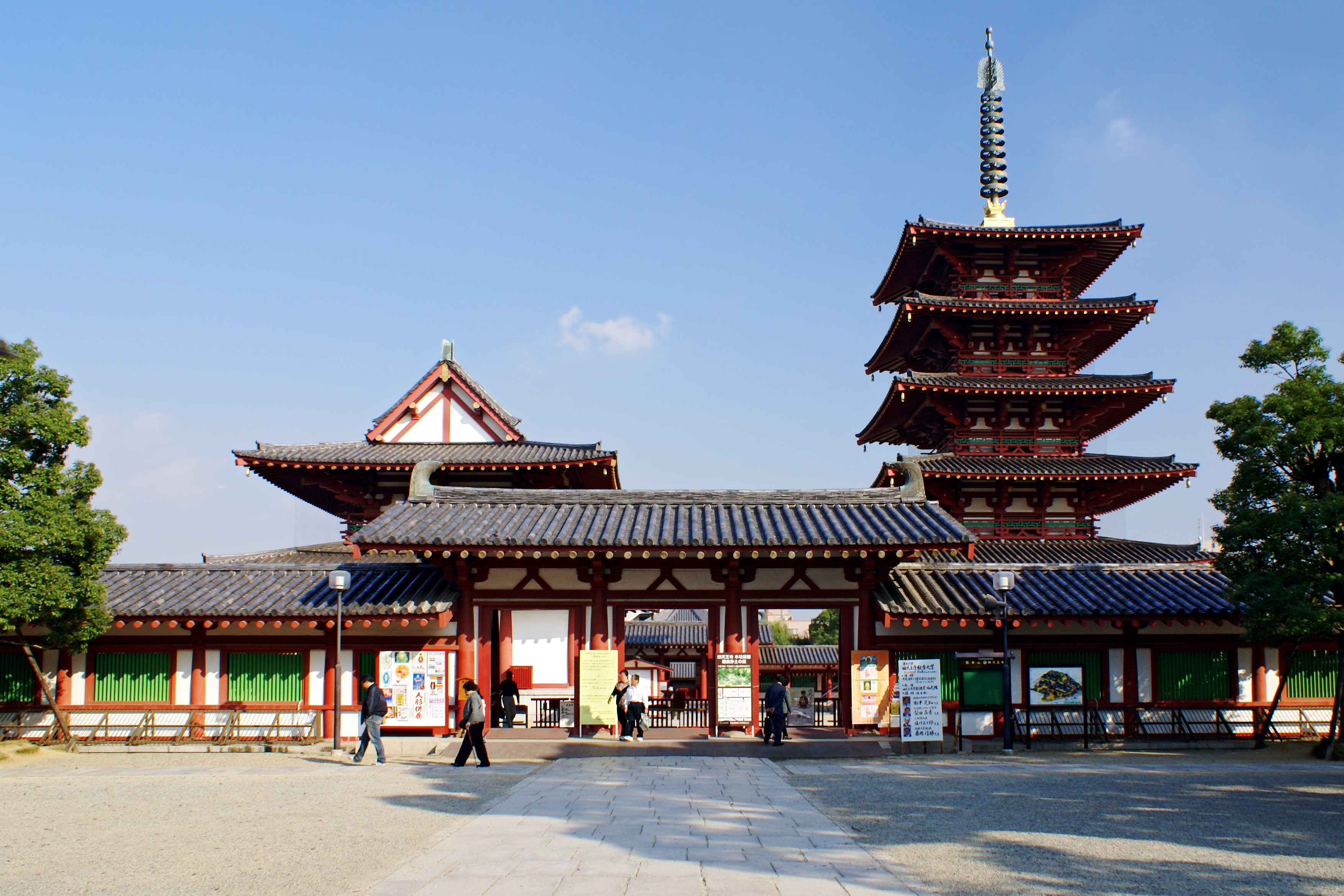
El templo Shitennō-ji.
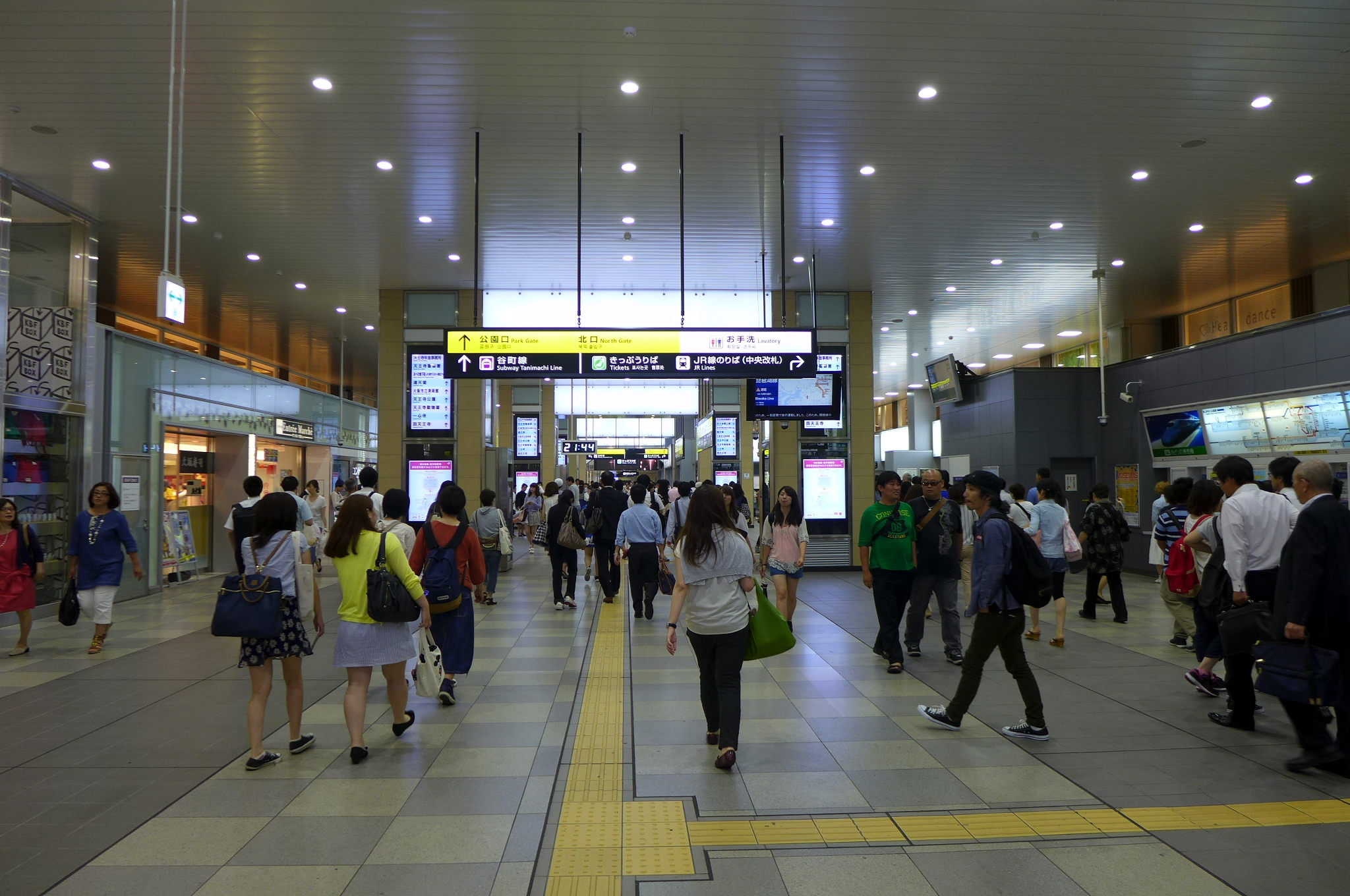
Estación Tennoji de la empresa JR.